# Karl Erik Hasselblad
Karl Erik "Kurre" Hasselblad, född 30 juli 1874 i Göteborg, död där 26 maj 1942, var en svensk affärsman.
Karl Erik Hasselblad var son till grosshandlaren Arvid Victor Hasselblad och sonson till Fritz Hasselblad. Efter mogenhetsexamen i Göteborg 1894 genomgick han Tekniska högskolan och utexaminerades från dess fackavdelning för kemisk teknologi 1897. Hasselblad anställdes 1898 i den av farfaderns grundade firman F. W. Hasselblad & Co. i Göteborg, var 1901–1919 delägare i firman och 1919–1942 VD för AB F. W. Hasselblad & Co., där han även var styrelseordförande 1922–1942. Ett dotterbolag var Hasselblads fotografiska AB i Göteborg med avdelningskontor i Stockholm och nio andra större städer. Det blev känt som en av Sveriges största affärer för amatörfotografartiklar. Hasselblad innehade flera kommunala uppdrag i Göteborg. Han blev 1924 generalkonsul för Rumänien, var ledamot av Göteborgs stadsfullmäktige 1907–1910 samt ledamot av Göteborgs handelskammare från 1906, vice ordförande där från 1920 och ordförande 1935–1937 Hasselblad var även ordförande i handels- och sjöfartsnämnden i Göteborg 1934–1937, styrelseordförande i Göteborgs handelsgymnasium 1925–1937 och styrelseledamot i Göteborgs frihamns AB 1920–1942. 1932–1935 var han styrelseordförande i Sveriges Grossistförbund. 
Karl Erik var först gift med Maria Carlander. Tillsammans fick de tre barn, Tyra, Victor, Stig och Margit. Efter födseln av Margit drabbades Maria av förlossningspykos och därefter depression. Erik anställde då en hjälpreda till hushållet som hette Carin och ett par år senare skiljde han sig från Maria och gifte om sig med Carin. Tillsammans med Carin fick han även sonen Gunnar. Det var senare sonen Victor Hasselblad som tog över företaget och utvecklade det till kameratillverkaren Victor Hasselblad AB.